# Italian Carnaval 6
Italian Carnaval 6 è un album dei Tukano, pubblicato 1988 da Duck Record in formato LP, musicassetta e CD e distribuito da Dischi Ricordi.

## L'album
L'album costituito da due LP, è dedicato alle canzoni più note degli anni sessanta, unite tra loro in brevi medley di cinque brani ciascuno e suddivisi per tipologia di ballo: rock 'n' roll, valzer lento, twist, tango, samba, cha cha cha, foxtrot e valzer.
Il disco contiene anche otto brani inediti scritti da Riccardo Zara rispettivamente legati ai ritmi dei balli succitati.
L'album in formato CD e musicassetta, viene venduto separatamente, con un numero diverso di catalogo, in due distinti volumi: Italian carnaval 6 Vol.1 e Italian carnaval 6 Vol.2. L'album è attualmente disponibile in formato mp3.

## Tracce
DISCO 1:
Lato A
1. Rock 'n' Roll – 8:03
2. Un rock and roll all'Elvis Presley – 3:54 (testo: Riccardo Zara – musica: Riccardo Zara)
3. Valzer lento – 8:23
4. Non si può cancellare un amore – 5:21 (testo: Riccardo Zara – musica: Riccardo Zara)

Durata totale: 25:41
Lato B
1. Twist – 8:35
2. I favolosi anni '60 – 3:51 (testo: Riccardo Zara – musica: Riccardo Zara)
3. Tanghi – 8:12
4. Mr. tango man – 4:11 (testo: Riccardo Zara – musica: Riccardo Zara)

Durata totale: 24:49
DISCO 2:
Lato A
1. Samba – 7:53
2. Voglio imparare la rumba – 3:51 (testo: Riccardo Zara – musica: Riccardo Zara)
3. Cha cha cha – 8:31
4. Computer generation – 4:39 (testo: Riccardo Zara – musica: Riccardo Zara)

Durata totale: 24:54
Lato B
1. Fox trot – 7:56
2. Pomeriggio al cinema – 3:47 (testo: Riccardo Zara – musica: Riccardo Zara)
3. Valzer – 8:45
4. Tutti in Italia – 3:45 (testo: Riccardo Zara – musica: Riccardo Zara)

Durata totale: 24:13

## Formazione
- Marina Barone: voce, cori
- Bruno Bergonzi: batteria, batteria elettronica, tumbe, bonghi, percussioni
- Cesare Vaia: fisarmonica
- Riccardo Zara: tastiera, cori, basso, chitarra acustica
- Gino Panariello: chitarra elettrica
- Franco Muggeo: pianoforte
- Claudio Miceli: sassofono tenore, sassofono contralto
- Renzo Bergonzi: tumbe, bonghi, percussioni

## Crediti
- Produzione: Bruno Barbone
- Arrangiamenti: Riccardo Zara

## Edizioni
- 1988 - Italian Carnaval 6 (Duck Record, AGDLP 020, 2xLP)
- 1988 - Italian Carnaval 6 Vol. 1 (Duck Record, CD)
- 1988 - Italian Carnaval 6 Vol. 2 (Duck Record, CD)
- 1988 - Italian Carnaval 6 Vol. 1 (Duck Record, MC)
- 1988 - Italian Carnaval 6 Vol. 2 (Duck Record, MC)